# Skate America de 1991
O Skate America de 1991 foi a décima edição do Skate America, um evento anual de patinação artística no gelo organizado pela Associação dos Estados Unidos de Patinação Artística (em inglês:  United States Figure Skating Association). A competição foi disputada na cidade de Oakland, Califórnia, Estados Unidos.

## Eventos
- Individual masculino
- Individual feminino
- Duplas
- Dança no gelo

## Medalhistas
| Evento                        | Ouro                                              | Prata                                            | Bronze                                     |
| Individual masculino detalhes | Christopher Bowman · Estados Unidos               | Petr Barna · Tchecoslováquia                     | Todd Eldredge · Estados Unidos             |
| Individual feminino detalhes  | Tonya Harding · Estados Unidos                    | Kristi Yamaguchi · Estados Unidos                | Surya Bonaly · França                      |
| Duplas detalhes               | Calla Urbanski · Rocky Marval · Estados Unidos    | Elena Nikonova · Nikolai Apter · União Soviética | Peggy Schwarz · Alexander König · Alemanha |
| Dança no gelo detalhes        | Tatiana Navka · Samvel Gezalian · União Soviética | Susanna Rahkamo · Petri Kokko · Finlândia        | Dominique Yvon · Frédéric Palluel · França |

## Resultados

### Individual masculino
| Pos.              | Nome                   | Nacionalidade   |
| ----------------- | ---------------------- | --------------- |
| Medalha de ouro   | Christopher Bowman     | Estados Unidos  |
| Medalha de prata  | Petr Barna             | Tchecoslováquia |
| Medalha de bronze | Todd Eldredge          | Estados Unidos  |
| 4                 | Michael Chack          | Estados Unidos  |
| 5                 | Éric Millot            | França          |
| 6                 | Viacheslav Zagorodniuk | União Soviética |
| 7                 | Steven Cousins         | Reino Unido     |
| 8                 | Mirko Eichhorn         | Alemanha        |
| 9                 | Fumihiro Oikawa        | Japão           |
| 10                | Michael Slipchuk       | Canadá          |

### Individual feminino
| Pos.              | Nome             | Nacionalidade   |
| ----------------- | ---------------- | --------------- |
| Medalha de ouro   | Tonya Harding    | Estados Unidos  |
| Medalha de prata  | Kristi Yamaguchi | Estados Unidos  |
| Medalha de bronze | Surya Bonaly     | França          |
| 4                 | Chen Lu          | China           |
| 5                 | Natalia Gorbenko | União Soviética |
| 6                 | Tisha Walker     | Estados Unidos  |
| 7                 | Patricia Neske   | Alemanha        |
| 8                 | Junko Yaginuma   | Japão           |
| 9                 | Josée Chouinard  | Canadá          |
| 10                | Nathalie Krieg   | Suíça           |

### Duplas
| Pos.              | Nome                                    | Nacionalidade   |
| ----------------- | --------------------------------------- | --------------- |
| Medalha de ouro   | Calla Urbanski / Rocky Marval           | Estados Unidos  |
| Medalha de prata  | Elena Nikonova / Nikolai Apter          | União Soviética |
| Medalha de bronze | Peggy Schwarz / Alexander König         | Alemanha        |
| 4                 | Elena Leonova / Sergei Petrovski        | União Soviética |
| 5                 | Jennifer Huerlin / John Fredericksen    | Estados Unidos  |
| 6                 | Natasha Kuchiki / Todd Sand             | Estados Unidos  |
| 7                 | Marie-Claude Savard-Gagnon / Luc Bradet | Canadá          |
| 8                 | Cheryl Peake / Andrew Naylor            | Reino Unido     |
| 9                 | Penny Papaioannou / Raoul Leblanc       | Canadá          |
| 10                | Anna Tabacchi / Massimo Salvade         | Itália          |

### Dança no gelo
| Pos.              | Nome                                | Nacionalidade   |
| ----------------- | ----------------------------------- | --------------- |
| Medalha de ouro   | Tatiana Navka / Samvel Gezalian     | União Soviética |
| Medalha de prata  | Susanna Rahkamo / Petri Kokko       | Finlândia       |
| Medalha de bronze | Dominique Yvon / Frédéric Palluel   | França          |
| 4                 | Elizabeth Punsalan / Jerod Swallow  | Estados Unidos  |
| 5                 | Jacqueline Petr / Mark Janoschak    | Canadá          |
| 6                 | Rachel Mayer / Peter Breen          | Estados Unidos  |
| 7                 | Regina Woodward / Csaba Szentpéteri | Hungria         |
| 8                 | Anna Croci / Luca Mantovani         | Itália          |
| 9                 | Beth Buhl / Neale Smull             | Estados Unidos  |
| 10                | Ayako Higashino / Tatsuro Matsumura | Japão           |

## Quadro de medalhas
| Ordem | País            | Medalha de ouro | Medalha de prata | Medalha de bronze |    | Ordem por total |
| ----- | --------------- | --------------- | ---------------- | ----------------- | -- | --------------- |
| 1     | Estados Unidos  | 3               | 1                | 1                 | 5  | 1               |
| 2     | União Soviética | 1               | 1                |                   | 2  | 2               |
| 3     | Finlândia       |                 | 1                |                   | 1  | 4               |
| 3     | Tchecoslováquia |                 | 1                |                   | 1  | 4               |
| 5     | França          |                 |                  | 2                 | 2  | 2               |
| 6     | Alemanha        |                 |                  | 1                 | 1  | 4               |
| TOTAL | TOTAL           | 4               | 4                | 4                 | 12 | —               |